# 黃潔恩 (澳門藝人)
黃潔恩（葡萄牙語：Wong Kit Ian, Bobo，1995年10月30日—），澳門女藝人、網絡紅人，主要擔任模特兒，及於澳門網絡綜藝平台歡樂馬介休的短片演出。

## 生平
黃潔恩是地道澳門人，中學時期就讀利瑪竇中學，約於16歲起便有擔任模特兒的經驗，18歲時尚在高中二年級的她參選世界旅遊小姐，於中國廣東賽區總決賽獲得「最佳綜合上鏡奬」。大學時期於聖若瑟大學主修教育系。2016年，時年21歲的她在澳門格蘭披治大賽車首次擔任車模，受到注目。同年加入初成立的澳門網絡綜藝平台歡樂馬介休，為創始幕前成員中唯一女性，並活躍於Instagram等社交平台。2017年在澳門格蘭披治大賽車則擔任工作人員，負責車模事務。
2020年退出歡樂馬介休。於同年生日當天宣佈懷孕及已結婚一段時間。
2025年4月12日，於Instagram發布一系列孕照，亦表示再度懷孕。

## 外部連結
- 黃潔恩的Instagram帳戶